# Tổng hợp acid béo
Tổng hợp axit béo là việc tạo ra các axit béo từ acetyl-CoA và NADPH thông qua hoạt động của các enzym được gọi là enzym tổng hợp axit béo. Quá trình này diễn ra trong tế bào chất của tế bào. Hầu hết acetyl-CoA được chuyển hóa thành axit béo có nguồn gốc từ carbohydrate thông qua đường phân. Con đường đường phân cũng cung cấp glycerol mà ba axit béo có thể kết hợp (bằng các liên kết este) để tạo thành chất béo trung tính (còn được gọi là "triacylglycerol" - để phân biệt chúng với "axit" béo - hoặc đơn giản là "chất béo"), sản phẩm cuối cùng của quá trình tạo mỡ. Khi chỉ có hai axit béo kết hợp với glycerol và nhóm rượu thứ ba được phosphoryl hóa với một nhóm như phosphatidylcholine, một phospholipid được hình thành. Phospholipid tạo thành phần lớn các lớp kép lipid tạo nên màng tế bào và bao quanh các cơ quan trong tế bào (ví dụ: nhân tế bào, ty thể, mạng lưới nội chất, bộ máy Golgi, v.v.)

## Axit béo mạch thẳng
Axit béo mạch thẳng có hai loại: bão hòa và không bão hòa.

### Axit béo mạch thẳng bão hòa

Tổng hợp axit béo bão hòa thông qua tổng hợp axit béo II ở E. coli

Giống như quá trình oxy hóa β, quá trình tổng hợp axit béo mạch thẳng xảy ra thông qua sáu phản ứng lặp lại được trình bày dưới đây, cho đến khi tạo ra axit palmitic 16 cacbon.
Các sơ đồ được trình bày cho thấy cách thức tổng hợp axit béo trong vi sinh vật và liệt kê các enzym được tìm thấy trong Escherichia coli. Các phản ứng này được thực hiện bởi tổng hợp axit béo II (FASII), nói chung chứa nhiều enzym hoạt động như một phức hợp. FASII có trong sinh vật nhân sơ, thực vật, nấm và ký sinh trùng, cũng như trong ti thể.
Ở động vật, cũng như một số loại nấm như nấm men, những phản ứng tương tự này xảy ra trên axit béo tổng hợp I (FASI), một loại protein dimeric lớn có tất cả các hoạt động enzym cần thiết để tạo ra axit béo. FASI kém hiệu quả hơn FASII; tuy nhiên, nó cho phép hình thành nhiều phân tử hơn, bao gồm các axit béo "chuỗi trung bình" thông qua kết thúc chuỗi sớm.
Khi axit béo 16: 0 cacbon đã được hình thành, nó có thể trải qua một số sửa đổi, dẫn đến khử bão hòa và/hoặc kéo dài. Quá trình kéo dài, bắt đầu bằng stearat (18: 0), được thực hiện chủ yếu trong ER bởi một số enzym liên kết màng. Các bước enzym liên quan đến quá trình kéo dài về cơ bản giống như các bước được thực hiện bởi FAS, nhưng bốn bước kế tiếp chính của quá trình kéo dài được thực hiện bởi các protein riêng lẻ, có thể liên quan đến vật lý.